# ニコバル人
ニコバル人（Nicobarese people）とはベンガル湾南部のニコバル諸島の先住民である。オーストロアジア語族に属するニコバル諸語を話す。

## 遺伝子
ニコバル人はオーストロアジア語族と関連するハプログループO-M95 (Y染色体)が100%を占める。